# 新索科利
51°8′10″N 29°52′27″E / 51.13611°N 29.87417°E
新索科利（烏克蘭語：Нові Соколи）是位於烏克蘭北部的村莊，由基辅州维什霍罗德区的伊萬基夫市鎮負責管轄。該村面積0.9平方公里，海拔高度125米，2001年人口81，人口密度每平方公里90人。